# Кэнтербери, Дэйв
Дэвид Майкл Кэнтербери (англ. David Michael Canterbury; род. 19 сентября 1963) — американский специалист по выживанию; играл главную роль в паре с Коди Ландином в двух сезонах телешоу «Выжить вместе» (2010—2011), транслировавшееся по каналу Discovery Channel. Также является писателем и автором следующих произведений: «Руководство по выживанию в лесу» (англ. Bushcraft 101) (2014, попало в список бестселлеров по версии The New York Times); «Живучесть простого человека» (2010); «Продвинутое выживание в лесу» (2015). В 2015 году Кэнтербери начал сниматься в телешоу «Отпетые выживальщики», транслировавшееся по каналу National Geographic Channel.
С 1981 по 1987 года служил в Армии США.
Работал на ферме рептилий, затем рыбаком и дайвером во Флориде.
В настоящее время Кэнтербери является владельцем «Школы следопытов» на юго-востоке Огайо, где он учит техникам выживания и так называемым «5 основам выживания»: режущий инструмент, зажигательное устройство, укрытие, емкость и веревки. Имеет канал на YouTube, где опубликовывает видео-инструктажи на тему выживания.
На шоу «Выжить вместе» Кэнтербери демонстрировал различные навыки выживания, например как прижечь рану с помощью пороха и огня. Для этого он порезал себе руку, а его напарник, Коди Ландин, использовал эту технику для остановки кровотечения.